# Afrička svinjska kuga
Afrička svinjska kuga (ASK), poznata i kao Pestis Africana Suum ili Montgomeryjeva bolest, virusna je zarazna infekcija pravih svinja. Po simptomima i tijeku vrlo je slična klasičnoj ili europskoj svinjskoj kugi (KSK-u), ali uzročnici ASK-a i KSK-a nisu povezani. Ova bolest nije zoonoza.
Afrička svinjska kuga očituje se u obliku hemoragijske groznice, a smrtnost može doseći i 100%.  Bolest nije opasna za ljude i druge životinje, već isključivo za domaće i divlje svinje. Uzročnik bolesti je DNA virus s ovojnicom koji spada u rod asfivirusa iz porodice Asfarviridae. Virus se iz zaražene svinje izlučuje putem sline, suza, nosnog sekreta, urina, izmeta i sekreta spolne cijevi. U divljih svinja obično prolazi bez simptoma i razvija otpornu infekciju, a nasuprot tome u domaćih svinja razvija se u smrt. Bolest se prenosi i neizravnim putem preko zaraženih površina i ugrizom zaraženih krpelja (Ornithodorus erraticus). Za bolest nema još cjepiva i suzbija se usmrćivanjem zaraženih svinja i higijenskim mjerama, radi sprječavanja širenja. Do sada nijedna od pogođenih zemalja nije uspjela iskorijeniti virus nakon što je unesen u populaciju divljih svinja.
Ova životinjska bolest izvorno je bila podrijetlom iz Afrike, ali je bila zamijećena i na Pirenejskome poluotoku i Sardiniji. U prošlosti su se epidemije javljale i u drugim područjima zbog putovanja i prijevoza životinja, uključujući države kao što su: Belgija, Brazil, Kina, Dominikanska Republika, Francuska, Haiti, Italija, Kuba, Malta, Nizozemska, Portugal i Španjolska. 2007. godine ASP je teretnim brodom dovezena iz Afrike u Gruziju. Odatle se bolest životinja proširila u: Ukrajinu, Bjelorusiju, Rusiju, Estoniju, Latviju, Litvu, Poljsku i Njemačku. U 2014. godini bolest se pojavila u istočnim članicama Europske unije. 
U Hrvatskoj je bolest prvi put otkrivena kod divljih svinja u lipnju 2023. Hrvatski veterinarski institut potvrdio je afričku svinjsku kugu u uzorcima krvi bolesnih svinja i u uzorcima organa uginulih svinja uzetih s dvaju objekta na području Posavskih Podgajaca u Vukovarsko-srijemskoj županiji. Riječ je o dvama manjim objektima na kojima su se svinje držale na otvorenome.
Afrička svinjska kuga smatra se opasnom bolešću; podliježe obavijesti. Nakon pojave bolesti nadzor provode veterinarske vlasti na isti način kao i kod klasične svinjske kuge sukladno propisima o svinjskoj kugi.

## Vanjske poveznice
- Afrička svinjska kuga – odgovori na najčešća pitanja